# Texas (film)
Pour les articles homonymes, voir Texas (homonymie).
Pour plus de détails, voir Fiche technique et Distribution.
Texas est un western américain réalisé par George Marshall, sorti en 1941.

## Synopsis
En 1866, on fête à Abilene, petite ville de l'état du Kansas, l'arrivée du chemin de fer, un progrès significatif pour la ville. Cette avancée est due à Windy Miller; mais si beaucoup pensent que ce progrès est le résultat de son charisme, c'est en réalité dans un but lucratif personnel que Miller a mené ce projet à son terme.

## Fiche technique
- Titre original : Texas
- Réalisation : George Marshall
- Assistant réalisateur : Norman Deming
- Scénario : Horace McCoy, Lewis Meltzer, Michael Blankfort
- Musique : Sidney Cutner, Ross DiMaggio, Carmen Dragon
- Directeur musical : Morris Stoloff
- Direction artistique : Lionel Banks, Perry Smith
- Photographie : George Meehan
- Montage : William Lyon
- Production : Samuel Bischoff
- Société de production : Columbia Pictures Corporation
- Pays de production :  États-Unis
- Langue : anglais
- Couleur : Noir et blanc
- Format : 1.37 : 1
- Son : Mono (Western Electric Mirrophonic Recording)
- Genre : Western
- Durée : 93 minutes
- Dates et lieux de tournage : du 9 mai au 20 juin 1941 en Californie (au ranch Balkins, près de Calabasas, ainsi qu'au Columbia Ranch à Burbank)
- Dates de sortie :
  - États-Unis : 9 octobre 1941
  - France : 16 juillet 1947

## Distribution
- William Holden : Dan Thomas
- Glenn Ford (VF : Raoul Curet) : Tod Ramsey
- Claire Trevor : 'Mike' King
- George Bancroft (VF : Jacques Berlioz) : Windy Miller
- Edgar Buchanan (VF : Marcel Rainé) : Buford 'Doc' Thorpe
- Don Beddoe : Shérif
- Andrew Tombes (VF : Paul Forget) : Tennessee
- Addison Richards (VF : Gérard Férat) : Matt Lashan
- Edmund MacDonald : Comstock
- Joseph Crehan : Éleveur Dusty King
- Willard Robertson : Éleveur Wilson
- Patrick Moriarty : Éleveur Matthews
- Edmund Cobb : Éleveur Blaire

### Acteurs non crédités (liste partielle)
- Clem Bevans : Spectateur  à la bagarre d'Abilene
- James Flavin : Annonceur à la bagarre d'Abilene
- Raymond Hatton (VF : Pierre Michau) : Juge d'Abilene
- Lyle Latell : Dutch Henry, le boxeur
- Kermit Maynard : Cowboy au saloon
- Merrill McCormick : Rancher
- Harry Tenbrook : Soigneur à la bagarre
- Dan White : Ringsider
- Carleton Young : Lashan Cowhand